# Saw E
Cette page contient des caractères spéciaux ou non latins. S’ils s’affichent mal (▯, ?, etc.), consultez la page d’aide Unicode.
Saw E ou Saw E Kankaung (birman စောအဲ, sɔ́ ʔɛ ; ou စောအဲကံကောင်း, sɔ́ ʔɛ kàɴ káuɴ ; 1304–1331) fut le sixième souverain du Royaume d'Hanthawaddy, en Basse-Birmanie. Il ne régna que quelques mois en 1331. Il était fils du roi Saw O et de la princesse May Hnin Htapi du Royaume de Sukhothaï. Après la mort de son oncle le roi Saw Zein en 1331, il fut placé sur le trône par la reine Sanda Min Hla, qui s'était débarrassée en sept jours de l'usurpateur Zein Pun.
Bien qu'elle fût théoriquement une tante du jeune roi (elle était cousine germaine de son père Saw O), Sanda Min Hla se nomma elle-même reine principale de Saw E. Selon les chroniques, Saw E lui rendit hommage comme à sa tante et passa plus de temps avec les concubines de sa cour. Après quelques mois, Sanda Min Hla l'empoisonna pour le remplacer par son propre demi-frère Binnya E Law, vice-roi de Pégou (dont elle se nomma encore reine principale).
Le meurtre de Saw E offensa considérablement le roi de Sukhothaï, qui était son grand-père. Les forces thaïs envahirent le royaume et furent défaites, ce qui mit fin à la suzeraineté nominale du royaume sur Hanthawaddy.